# Вустервиц
Вустервиц (њем. Wusterwitz) општина је у њемачкој савезној држави Бранденбург. Једно је од 38 општинских средишта округа Потсдам-Мителмарк. Према процјени из 2010. у општини је живјело 3.117 становника. Посједује регионалну шифру (AGS) 12069688.

## Географски и демографски подаци
Вустервиц се налази у савезној држави Бранденбург у округу Потсдам-Мителмарк. Општина се налази на надморској висини од 29 метара. Површина општине износи 23,4 km². У самом мјесту је, према процјени из 2010. године, живјело 3.117 становника. Просјечна густина становништва износи 133 становника/km².